# 安格爾波達
安格尔博达，古北歐語：Angrboða。英語：Angrboda、Augurboda 或 Angerboda。
北歐神話中洛基的伴侶，是約頓族。名字的意思是「悲傷使者」（Herald of Sorrow）或稱「悲痛的前兆」。
和洛基誕下三名子女，巨狼芬里爾、巨蛇耶夢加德、女兒赫爾。在〈女巫的預言〉中，芬里爾和耶夢加德會在諸神黃昏之日與諸神為敵，因此剛出生耶夢加德就被擲入大海，年幼的芬里爾因為性格溫順被亞薩神族帶回撫養，赫爾則被放逐邊疆，被指派管理亡者國度。